# Dallas Open 2024
Dallas Open 2024 — тенісний турнір, що проходив на кортах з твердим покриттям у місті Dallas, США з 5 лютого. Належав до категорії ATP 250.

## Фінальна частина

### Одиночний розряд
Томмі Пол —  Маркос Гірон 7–6(7–3), 5–7, 6–3

### Парний розряд
Макс Перселл /  Джордан Томпсон —  Вільям Блумберґ /  Рінкі Хіджіката 6–4, 2–6, [10–8]